# Zderadiny
Zderadiny (německy Groß Sderadin) je malá vesnice, část městyse Kácov v okrese Kutná Hora. Nachází se 3 km na severovýchod od Kácova. Je zde evidováno 25 adres. Trvale zde žije 23 obyvatel.
Zderadiny je také název katastrálního území o rozloze 1,37 km2.

## Historie
Jméno Zderadiny je odvozeno od osobního jména Zderad. Zderadiny se historicky skládaly ze tří osad označovaných obvykle jako Velké Zderadiny, Malé Zderadiny (dnes Zderadinky) a Hrochovy Zderadiny. Zderadiny jsou již uváděny v r. 1318. V tomto roce došlo k uzavření domažlických úmluv mezi Janem Lucemburským a českou šlechtou. Dle zemských desek se jednalo o jakéhosi Puše, v r. 1415 pak Oldřicha. O žádném z nich není žádná další zmínka. V osadách žili také svobodníci. (V roce 1557 zaznamenán Urban v Prostředních Zderadinách). Královští svobodníci náleželi k I. čtvrti římovických svobodníků kraje kouřimského.Hrochovy Zderadiny dostaly jméno od svobodnické rodiny Hrochů. Území kolem Sázavy bylo v minulosti charakteristické hustými a těžko proniknutelnými lesy. Na tomto území probíhalo osídlení vnitřní českou kolonizací. První osadníci tak byli svobodní rolníci nebo bojovníci, kteří obdrželi pozemky za svou službu panovníkovi.
Dějiny Zderadin jsou spojeny s dějinami Kácova.
V roce 1412 si dosavadní majitelé bratři Jindřich a Beneš  rozdělili Zderadiny s tím, že každý si ponechal polovinu Zderadin. Tak se poprvé objevuje označení horní a dolní části Zderadin. V roce 1454 jsou Zderadiny uváděny jako součást majetku Aleše Holického ze Šternberka v důsledku vymření dosavadních majitelů. V roce 1542 jsou zmiňovány Zderadiny dolní, horní a prostřední nacházející se v majetku Petra Vesky z Vesce. V r. 1552 a 1554 prodal pak tuto část dědic Jan Veska Janu Čejkovi z Olbramovic, který je spojil s kácovským zbožím.
V soupise poddaných podle víry z r. 1651 jsou poddaní ve Zderadinách uvedeni ve společném soupise s Vranicemi. Soupisy berní ruly z r. 1654 uvádějí ve vsi Zderadiny 3 usedlé rolníky a 2 pusté rolnické grunty.
V roce 1673 se v literatuře uvádí označení zadní Zderadiny a menší Zderadiny. V roce 1876 byla postavena školní budova. V roce 1859 byla vystavěna nová silnice od Kácova k Uhlířským Janovicům. Majitelé statku ve Zderadinách se přičinili o to, aby prosadili změnu dosavadní trasy a cesta vedla namísto přes Vranice přes Zderadiny.
Topografický statistický slovník Čech uvádí, že část vesnice Velké Zderadiny s vinopalnou, poplužním dvorem, cihelnou a vápenkou se nazývá Zderadiny Hrochovy.
Ve Zderadinách sídlil v roce 1885 c. k. nadlesní úřad. Úřad lesní správy se v roce 1928 přestěhoval do zámku v Kácově.
16. března 1935 objevil lesní dělník A. Malkovský z Kolína na pozemku lesní správy v Kácově – Zderadiny nádobku s 69 pražskými groši ze 14. století. Nález byl označen chybně jako Kácovský poklad.
V roce 1960 na základě zákona se Zderadiny staly součástí obce Kácov. Tento rok byl také posledním školním rokem ve škole a škola byla poté zrušena.

## Pamětihodnosti
Na návsi u rybníka je vztyčen pomník jedenácti obětem první světové války. Pomník je evidován v centrální evidenci válečných hrobů.
Na bývalé budově školy je umístěna pamětní deska připomínající řídícího učitele Jaroslava Laušmana (1904 – 1943). Dle databáze vězňů Policejní věznice Terezín byl předán do terezínské věznice 18. 7. 1943. 21. 9. 1942 byl zařazen do transportu do koncentračního tábora Sachsenhausen. Zde byl určen do 1. SS Baubrigade Duesseldorf. Tento útvar vykazoval nejvyšší úmrtnost ze všech stavebních brigád. Zemřel 8. 1. 1943.
Na návsi je kaplička z roku 1884 a před ní zvonička z roku 1993.
Stará místní jména větších pozemků: Ve Stádlích, Hronovsko, Na Žlabě, Vlachovy, Na Kameništi, Na Dolcích a Na Klapačce.

## Další fotografie

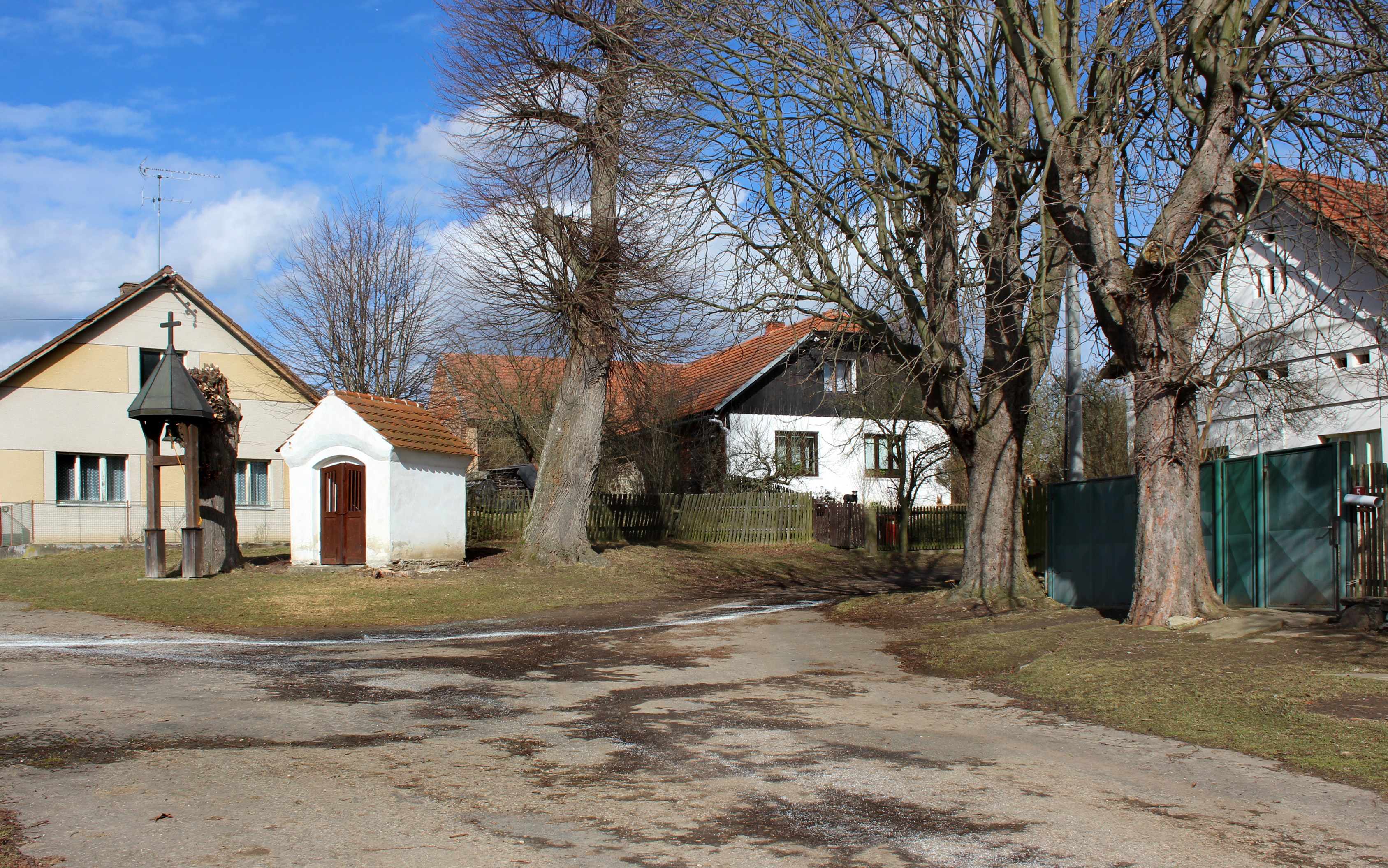
Náves s kaplí a zvoničkou
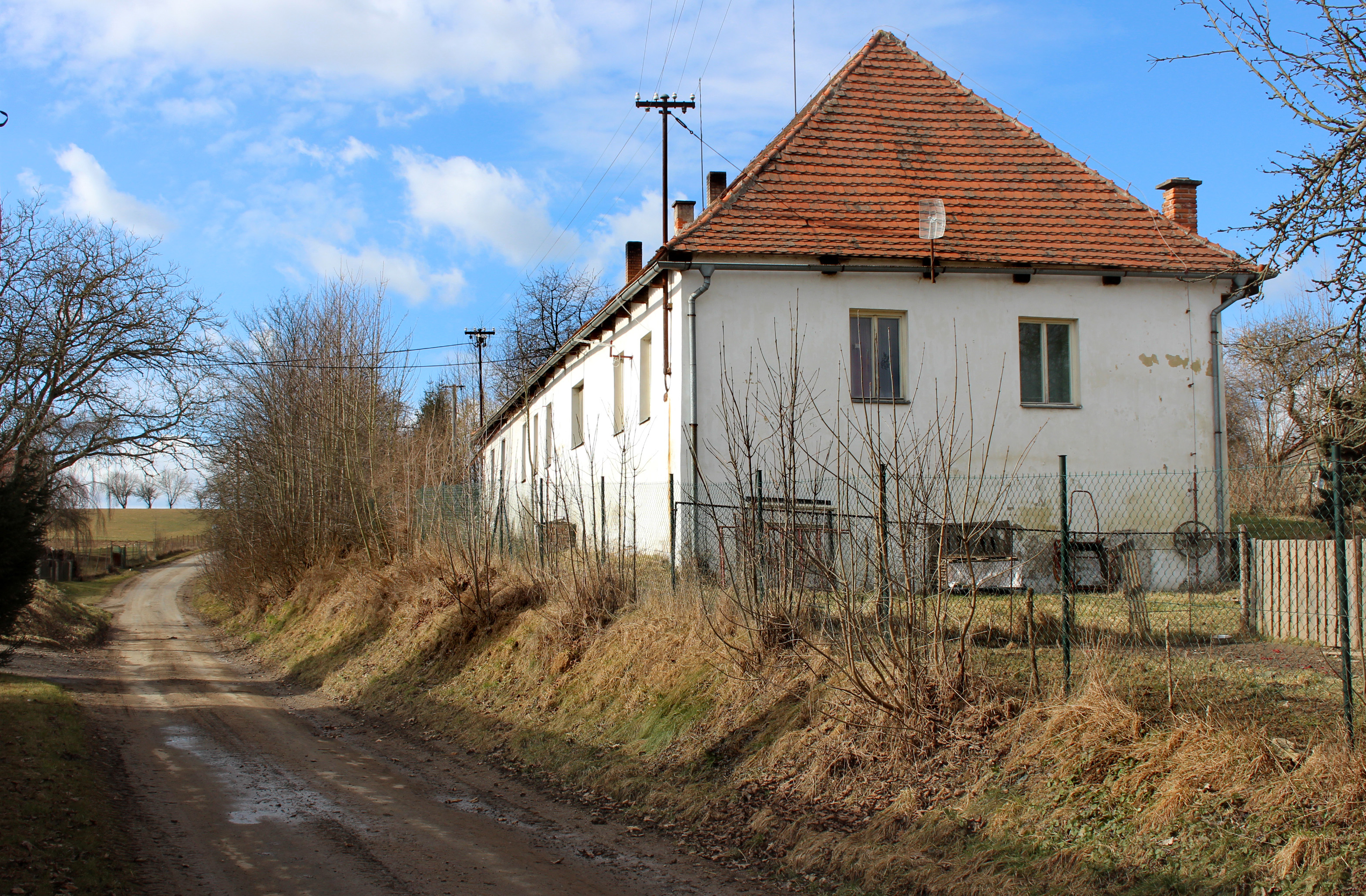
Část Hrochovy Zderadiny
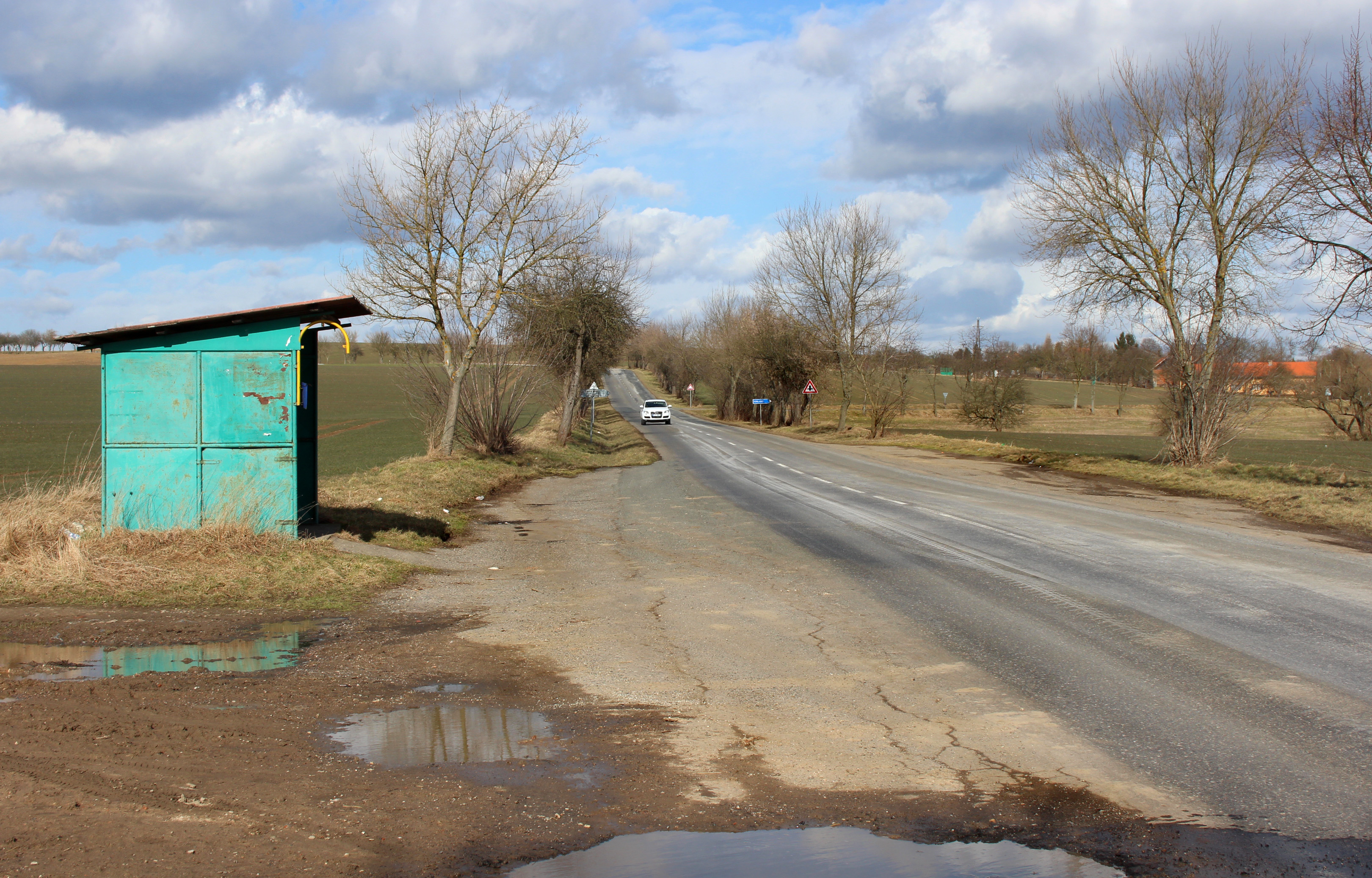
Zastávka u hlavní silnice
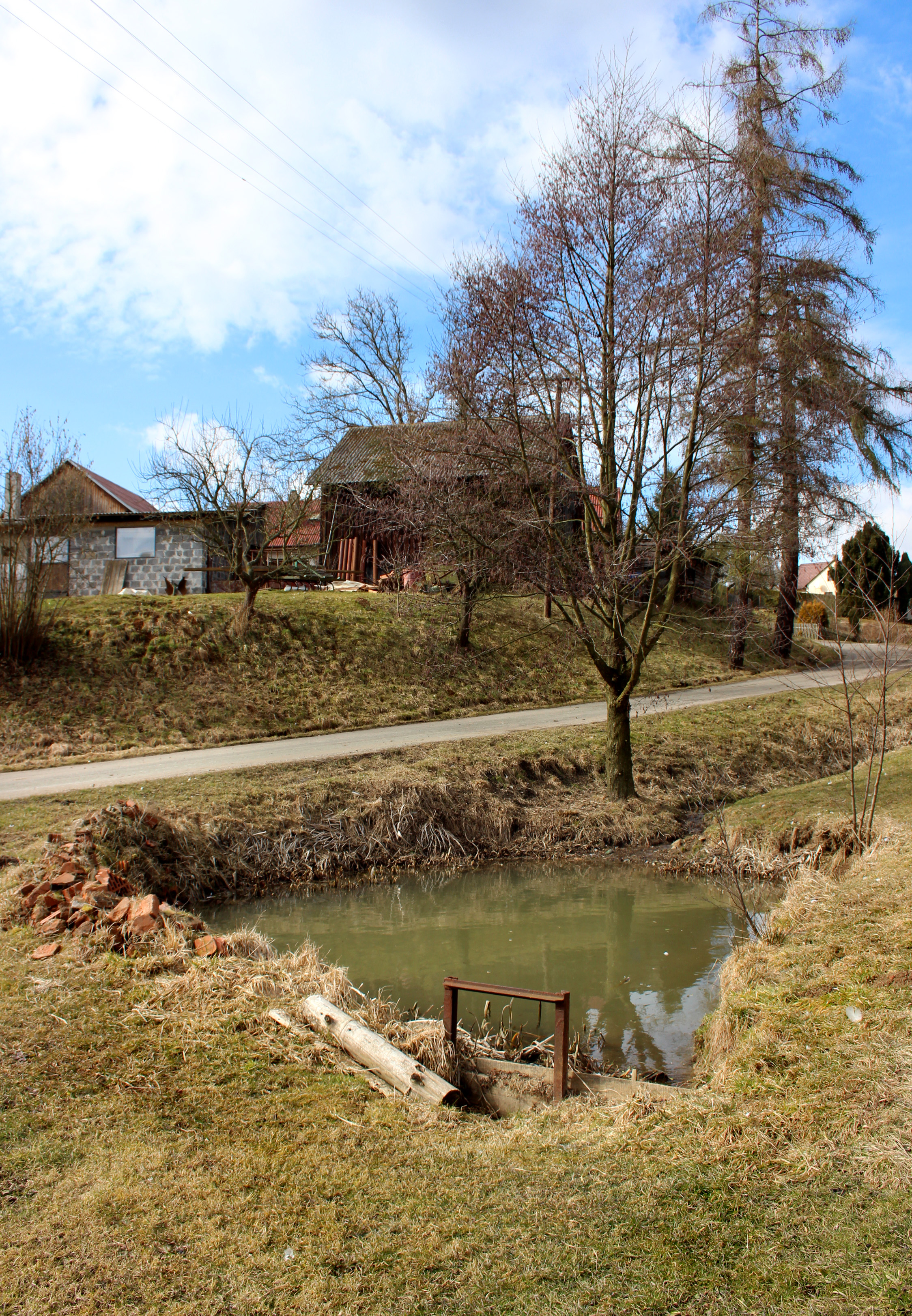
Minirybníček pod vsí